# 世界点字デー
世界点字デー（せかいてんじデー 仏: Journée Mondiale du Braille、英: World Braille Day）は、世界盲人連合によって定められた記念日で1月4日。国際点字デー、世界点字の日などとも記載される。

## 概要
2000年11月20日から11月25日に開催された世界盲人連合総会にて議題に登り採択された。それによれば「点字の歴史を踏まえ、1月4日を国際点字デーとする。」としている。
1824年もしくは1825年に世界初の盲学校パリ訓盲院生徒ルイ・ブライユがブライユ式点字表記を完成させた。なお、このブライユが作成した点字の改良はその後も続いた為に、どの時点が「完成」であり、どの時点からが「完成後の改良」であったか解釈の余地があり、世界盲人連合は1824年説、国内研究者は1825年説をとっている。完成した日も特定できない為に、このブライユの誕生日1月4日からこの日をもって「点字の日」としていた。また、前述の通り2000年に世界盲人連合により世界点字デーと国際記念日された。ルイ・ブライユは10歳で入学し、点字を発明したのはわずか15歳頃であり、視覚障害者に新たな希望を与えた。以降、ルイ・ブライユは、その改良に務めた後に 1852年1月6日に肺結核のため43歳で亡くなった。その後フランス政府に認められブライユの点字は採用され世界に広まった。その後は、ブライユ(Braille)がフランス語で点字を示すようになり、またこの名前からとった英語読みのブレイル(同スペルbraille)が点字の英語等における点字語源となった。
5歳で失明したルイ・ブライユは視力を失ってもあきらめずに工夫を続け、その後、視覚障害者の世界を変えたとされる。